# زاتش بيل! مامودو باتلس
زاتش بيل! مامودو باتلس هي لعبة فيديو أصدرت في 2005 بواسطة بانداي.

## القصة
كل ألف سنة، يسقط ألف مامودو على الأرض لخوض المعركة القصوى. المامودو الفائز يصبح الملك الجبار لعالم المامودو. يوجد مشكلة واحدة فقط، لكي يستعمل المامودو كتب الهجاب القوية الخاصة بهم، فإنهم بحاجة إلى شريك بشري.